# Stentché
Stentché (en macédonien Стенче) est un village du nord-ouest de la Macédoine du Nord, situé dans la municipalité de Brvenitsa. Le village comptait 150 habitants en 2002.

## Démographie
Lors du recensement de 2002, le village comptait :
- Macédoniens : 149
- Serbes : 1